# Walter Sandys (MP por Stockbridge)
Sir Walter Sandys (c. 1540 - 29 de agosto de 1609) foi um político inglês, membro do parlamento (MP) por Stockbridge.
Sandys era o filho mais novo de Thomas Sandys, 2º Barão Sandys e da sua esposa Elizabeth, filha de George Manners, 11º Barão Ros.
Ele foi educado no Templo Interior, entrando em 1555.
Casou-se com Mabel, filha de Thomas Wriothesley, 1º Conde de Southampton. Eles tiveram um filho, Sir William Sandys (também MP).
Ele serviu como MP por Stockbridge no Parlamento de 1563-67, como JP em Hampshire, como Alto Xerife de Hampshire entre os anos 1576-77 e 1591-92, e foi nomeado cavaleiro em 1591.
Sandys morreu em 29 de agosto de 1609 em Winchester.